# Gennadij Golovkin
Gennadij Gennadijevič Golovkin (in kazako Геннадий Геннадьевич Головкин?; angl. Gennady Golovkin; Karaganda, 8 aprile 1982) è un pugile kazako.
Soprannominato GGG, Triple G oppure God of War, è stato detentore del titolo WBC, WBA, IBF e IBO, dei pesi medi. Considerato uno dei migliori pugili di tutti i tempi, al gennaio 2018 è stato considerato il peso medio nº 1 al mondo dal portale BoxRec, mentre ha occupato il 2º posto secondo Ring Magazine e la Transnational Boxing Rankings Board (TBRB). Sempre secondo The Ring ha ricoperto inoltre la 3ª posizione della prestigiosa classifica pound for pound.
Ha conquistato il suo primo titolo mondiale nel 2010 sconfiggendo Milton Núñez per la corona WBA ad interim dei pesi medi. Promosso poco dopo a campione regolare, l'anno seguente si è aggiudicato anche la versione IBO con una vittoria su Lajuan Simon. Grazie alle numerose difese del titolo nel 2014 è stato elevato a "super" campione WBA e più tardi ha conquistato le corone WBC ad interim ed IBF detronizzando rispettivamente Marco Antonio Rubio e David Lemieux. Nel 2016 è stato dichiarato campione regolare WBC a seguito del forfait di Saúl Álvarez e fino al giugno 2018 ha detenuto tre delle quattro corone delle principali organizzazioni pugilistiche. Dopo aver inanellato una striscia di 39 risultati utili consecutivi a partire dal debutto, nel settembre 2018 ha subito la prima sconfitta in carriera in un match di unificazione contro Álvarez, con il quale aveva pareggiato l'anno precedente.
Pugile di grande pressione, si è contraddistinto per la potenza e per la precisione dei suoi colpi. Vanta inoltre una mascella solida, non avendo mai subito alcun atterramento nei suoi 395 incontri, tra professionismo e dilettantismo. È stato nominato come "pugile dell'anno" nel 2013 dai lettori della rivista The Ring.
Ha avuto una carriera amatoriale di successo, avendo conquistato la medaglia d'oro ai Giochi Asiatici del 2002, ai Mondiali del 2003 ed ai Campionati Asiatici del 2004, e quella d'argento alle Olimpiadi di Atene del 2004.

## Biografia

### Vita personale
Gennadij Gennadijevich Golovkin è nato l'8 aprile 1982 nella città di Karaganda, in Kazakistan. Il padre, di origine russa, era un minatore di carbone mentre la madre, di origini coreane, lavorava come assistente in un laboratorio di chimica. Scoprì l'interesse per il pugilato grazie all'aiuto dei due fratelli maggiori, Sergej e Vadim, i quali in seguito si arruolarono nell'Armata Sovietica perdendo la vita in azione. Vadim e Sergej morirono rispettivamente nel 1990 e 1994, ma i loro corpi non furono mai restituiti. Il ricordo e l'ispirazione datagli dai fratelli lo spinsero a migliorarsi continuamente e strenuamente in questa disciplina.
Ha vissuto a Karaganda sino al 2006, per poi trasferirsi in Germania. Nel 2014 si è trasferito nuovamente, questa volta a Los Angeles.
Golovkin è uno sportivo molto riservato riguardo alla propria vita personale. È sposato con Alina dal 2007, dalla quale ha avuto 2 figli: un maschio chiamato Vadim in memoria del fratello a cui era molto legato, e una femmina nata l'8 settembre 2017, qualche giorno prima del match contro Alvarez. Egli ha anche un gemello dizigota, Maxim, pugile amatoriale e membro del suo angolo dal 2012. Parla inoltre quattro lingue: il kazako, il tedesco, il russo e l'inglese.

### Carriera amatoriale
Ai mondiali di Mianyang del 2005 viene fermato a grande sorpresa da Mohamed Hikal, che lo sconfigge ai punti pur avendo subito tre atterramenti. Al termine della competizione, decide di terminare la propria carriera amatoriale con un impressionante record di 345 vittorie e 5 sconfitte.

### Carriera professionale

#### 2010-2013: i titoli mondiali e l'ascesa
Golovkin ottiene la sua prima chance per un titolo di rilievo il 14 agosto 2010, quando affronta il colombiano Milton Núñez al Roberto Durán Arena di Panama con in palio il titolo WBA ad interim dei medi. Il kazako mette in mostra una prestazione brillante trionfando via KO in meno di un minuto. Due mesi più tardi viene proclamato campione regolare dalla WBA, dopo che il campione Felix Sturm era stato promosso a "Super" Campione dall'organizzazione.
Difende la sua nuova cintura il 16 dicembre contro un altro colombiano, Nilson Julio Tapia, mettendolo fuori combattimento in soli tre round. La sfida si svolge al Daulet National Tennis Centre di Astana: si tratta del suo primo match disputato nella terra d'origine. Il suo primo incontro del 2011 si svolge il 17 giugno e lo vede opposto all'ex campione IBF Kassim Ouma, presso il Roberto Duran Arena di Panama. Dopo un buon inizio di Ouma, che lo tiene alla larga con la sua boxe elegante e precisa, Golovkin prende il sopravvento del match ed incomincia a pressare lo sfidante. Al nono round l'africano si ritrova in netta difficoltà ed alla decima ripresa Gennadij chiude il match con una combinazione che costringe l'arbitro a fermare la sfida per KO tecnico.
Malgrado aver conquistato le cinture WBA ed IBO, l'ascesa di Golovkin non è rapida: il kazako impiegherà diversi anni prima di raggiungere una certa notorietà all'interno della divisione.
Il 30 marzo 2013 sfida a Monte Carlo il giapponese Nobuhiro Ishida con in palio i suoi titoli WBA ed IBO. L'imbattuto campione conserva le cinture infliggendo ad Ishida il primo KO della carriera, dopo averlo colpito con un gancio destro al volto nel corso del terzo round che lo stende al tappeto privo di sensi.

#### 2014-2015: "Super" campione della divisione WBA
Dopo dieci difese del titolo portate a termine, il 3 giugno 2014 la World Boxing Association promuove ufficialmente il kazako allo status di "Super" campione dell'organizzazione. Inizialmente in procinto di difendere la corona contro lo sfidante numero 2 Jarrod Fletcher, successivamente gli viene invece imposto di combattere l'australiano Daniel Geale.
Torna a combattere il 26 luglio per difendere le cinture dall'assalto di Daniel Geale, imponendosi agevolmente via KO tecnico alla terza ripresa. Nel corso del match Golovkin scuote l'avversario più volte, mandandolo a terra al secondo e terzo round. L'arbitro decide di interrompere la sfida non vedendo Geale, visibilmente stordito dopo il secondo knockdown, in grado di proseguire. Il kazako infligge così la prima sconfitta per KO all'avversario, che in precedenza aveva perso solo due volte ai punti.
Il 18 ottobre Golovkin affronta il campione WBC ad interim dei medi Marco Antonio Rubio. La sfida è trasmessa dalla HBO e si svolge allo StubHub Center di Carson in California. A dimostrazione della crescente popolarità del pugile di Karaganda, l'evento vede un tutto esaurito. Il kazako si dimostra aggressivo sin dai primi istanti dell'incontro e alla seconda ripresa mette KO l'avversario con un potente gancio sinistro. Al termine della sfida Golovkin lancia una sfida al campione del mondo portoricano Miguel Cotto.
La sfida da tempo ambita con il campione portoricano Cotto, tuttavia, non si concretizza e Golovkin parte alla ricerca di altri sfidanti. Il 21 febbraio 2015 il campione kazako affronta a Monte Carlo l'inglese Martin Murray, noto per essere riuscito a tenere la distanza in una discussa sconfitta contro l'ex campione Sergio Gabriel Martínez. Per il trentaduenne è il terzo incontro a Monte Carlo, dopo le difese recenti contro Ishida e Osumanu Adama. Murray inizia bene l'incontro, mettendo inizialmente in difficoltà Golovkin con il suo stile di combattimento e la sua difesa. Tuttavia a partire dalla quarta tornata del match, Golovkin inizia a centrare i suoi potenti colpi e a bucare la difesa dell'avversario, atterrandolo in due occasioni. Da lì in poi il kazako inizia a bersagliare costantemente lo sfidante, che si dimostra tuttavia un buon incassatore di colpi nonostante i numerosi colpi subiti alla mascella e al mento. Murray subisce nuovamente un atterramento alla decima ripresa dopo aver incassato numerose combinazioni ma riesce a rialzarsi ed a portare a termine il round. Con l'avvento dell'undicesima tornata dell'incontro, il britannico diventa così l'avversario più duraturo di Golovkin poiché i precedenti 31 incontri del kazako erano terminati tutti prima dell'11º round. Qui Golovkin continua a pressare l'avversario con la sua iniziativa, colpendolo con potenti combinazioni al volto che costringono l'arbitro a fermare la sfida, per evitare un'eccessiva punizione nei confronti del pugile britannico.
La vittoria di Golovkin ai danni di Murray è la sua tredicesima difesa del titolo consecutiva, la quale lo piazza al terzo posto nella classifica delle difese consecutive di un campionato mondiale dei pesi medi, alle spalle di Bernard Hopkins (20 difese consecutive) e Carlos Monzón (14).
Il suo prossimo match, datato 16 maggio, lo vede opposto al promettente Willie Monroe Jr., proveniente da una vittoria su Brian Vera. Monroe dimostra grande determinazione e colpisce più volte Golovkin con il suo sinistro, pur senza mai impensierirlo. Il kazako, invece, cerca di accorciare le distanze sullo sfidante e impiega poco tempo per piegare la difesa dell'avversario, che subisce due knockdown al secondo round ed un altro al sesto. Un ormai esausto Monroe opta di ritirarsi dalla contesa a seguito del terzo atterramento, dopo che l'arbitro gli aveva chiesto se desiderasse ancora continuare. Il match finisce così per KO tecnico e Golovkin conserva nuovamente le cinture in suo possesso.

#### 2015-2016: conquista del titolo IBF e debutto in pay-per-view
Dopo la vittoria di Floyd Mayweather Jr. su Manny Pacquiao, si prospetta una sfida tra lo statunitense e Golovkin per il mese di settembre. La supersfida, tuttavia, non si concretizza poiché Mayweather deciderà invece di combattere il meno quotato Andre Berto.

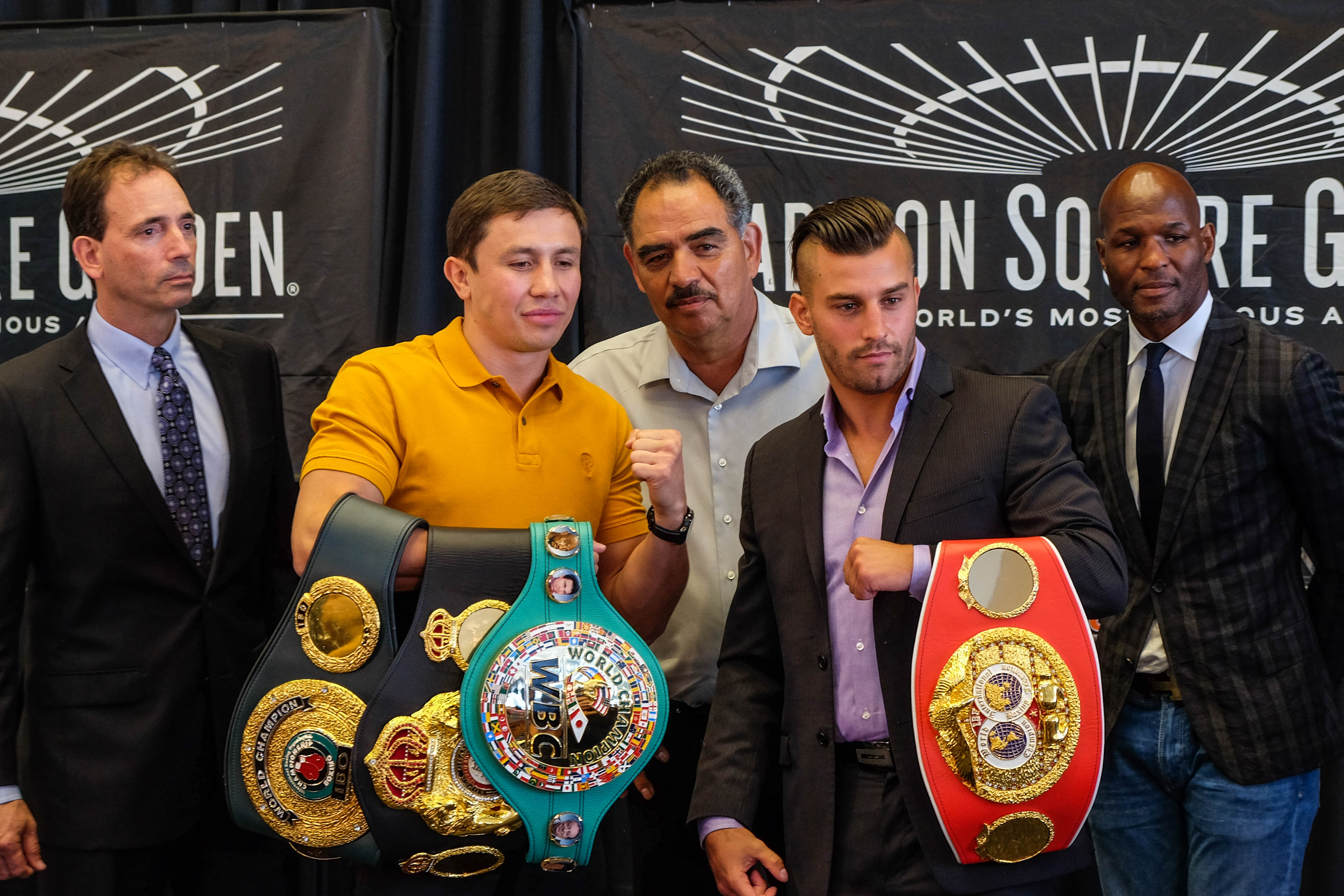
Golovkin e David Lemieux durante una conferenza stampa prima del loro incontro

Nell'estate 2015 viene annunciato un incontro al Madison di New York per il 17 ottobre tra Golovkin ed il canadese David Lemieux, pugile picchiatore che aveva sfidato il kazako alcuni mesi prima. Benché pubblicizzato come una supersfida di riunificazione dei titoli, l'incontro si rivela a senso unico sin dall'inizio. Golovkin insiste con il jab già dalle prime riprese, contro un avversario pressoché passivo che cerca invece di assestare dei ganci sinistri. La pressione costante di Golovkin porta ad un atterramento di Lemieux al quinto round, dal quale il canadese si riprende. Lo scenario si ripete anche nelle tornate successive, sino a quando l'arbitro Steve Willis decide di fermare la sfida all'ottavo round per evitare una punizione eccessiva nei confronti di Lemieux. Con la vittoria Golovkin conquista la corona IBF dell'avversario, nonché la cintura ad interim WBC, e prolunga la sua striscia di KO consecutivi a 21. Il successo permette inoltre al kazako di superare Carlos Monzón al secondo posto della classifica di difese consecutive di un campionato mondiale dei medi. L'incontro con Lemieux si tratta del debutto in pay-per-view per il pugile di Karaganda. Oltre a fruttargli una borsa di circa due milioni di dollari, il match genera oltre 150 000 vendite. Il vice presidente della HBO Sports Mark Taffet definirà il debutto in PPV del kazako come un "forte inizio".
A seguito di questo successo, e della vittoria di Saúl Álvarez contro Miguel Cotto in un match titolato, Golovkin diventa di diritto il primo sfidante alla corona WBC conquistata dal giovane messicano. Prima della sfida vera e propria, tuttavia, il presidente della WBC Mauricio Sulaiman annuncia l'organizzazione di incontri di preparazione titolati, con lo scopo di "massimizzare l'interesse del pubblico nella loro tanto attesa resa dei conti".
Per la sua prossima difesa, la IBF nomina il prospetto Dominic Wade come sfidante numero uno al titolo. Il 2 febbraio 2016 viene così annunciato un match fra Golovkin e Wade, fissato per il 23 aprile. Durante questi mesi il kazako viene anche invitato dal nuovo campione WBO della categoria, l'imbattuto inglese Billy Joe Saunders, a battersi con lui in un match estivo di riunificazione. La sfida contro Wade, svoltasi all'arena californiana di Inglewood, dura solamente due riprese; dimostratosi aggressivo sin dal primo round, Golovkin riesce ad infliggere ben tre atterramenti all'imbattuto avversario, sconfiggendolo tramite KO tecnico alla seconda tornata. Il kazako si riconferma così campione WBA, IBF, IBO e WBC (ad interim) dei pesi medi, in attesa del vincitore della sfida Alvarez-Khan programmata per il mese successivo.

#### 2016-2018: il regno da campione del mondo unificato
Il match Álvarez-Khan termina con una vittoria per KO del messicano. Nel medesimo periodo, la WBC aveva offerto ad Álvarez un termine di quindici giorni per trovare un accordo con il campo di Golovkin (sfidante ufficiale), previo ritiro del titolo di categoria. Il messicano aveva ribadito più volte di voler combattere Golovkin ad un catchweight di 155 libbre – sebbene il limite della categoria dei medi sia di 160 – ma la sua proposta trova il disaccordo dello sfidante ufficiale. Le due parti non riescono a trovare un'intesa nel periodo prestabilito ed il 18 maggio 2016 Álvarez decide di rendere vacante la sua cintura, promuovendo Golovkin a tutti gli effetti nuovo campione WBC.
Data la scarsità di pesi medi pronti a battersi col kazako, l'8 luglio viene annunciata una difesa contro l'imbattuto campione IBF dei welter Kell Brook, fissato per il 10 settembre all'O2 Arena di Londra. Inizialmente, il britannico avrebbe dovuto combattere Jessie Vargas, mentre Golovkin era invece impegnato in trattative con il prospetto Chris Eubank Jr.; entrambe le sfide saltano e con la prospettiva di una borsa più grande, Brook sceglie così di battersi con Golovkin, avanzando di due categorie di peso. Golovkin imprime la sua potenza e pressione per tutta la durata dell'incontro mentre Brook, pur risentendone, ricorre alle proprie doti tecniche e caratteriali. La sfida termina al quinto round, quando l'angolo dell'inglese decide di gettare la spugna per evitargli ulteriori punizioni, benché sembrasse ancora in grado di opporre resistenza. Per Golovkin si tratta così della 17ª difesa del titolo, nonché del 23ª vittoria consecutiva prima del limite su 36 successi totali.

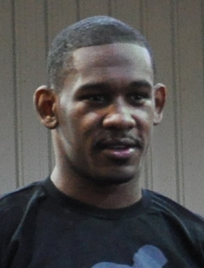
Il newyorkese Daniel Jacobs ha posto fine alla striscia di 23 KO consecutivi di Golovkin

Pochi mesi dopo annuncia su Twitter il nome del suo prossimo avversario: si tratta del campione WBA regolare Daniel Jacobs, contro il quale si misura il 18 marzo 2017 al Madison Square Garden per le corone WBA, WBC ed IBO. La versione IBF non viene messa in palio per via della decisione di Jabobs di non rispettare i limiti di peso imposti dall'organizzazione. Messo per la prima volta in seria difficoltà, il campione in carica si ritrova davanti uno sfidante determinato al quale è capace di infliggere un atterramento alla quarta ripresa. Al termine di dodici durissime riprese l'incontro termina ai punti con una stretta vittoria di Golovkin (115-112, 115-112 e 114-113), il quale disputa per la prima volta in carriera un 12º round e vede interrotta la sua striscia di 23 KO consecutivi iniziata nel 2008.
Álvarez, uscito nel frattempo vittorioso da un match contro Julio César Chávez Jr. il 6 maggio seguente, proclama ufficialmente Golovkin come suo prossimo sfidante. Le trattative fra la Golden Boy Promotions e la GGG Promotions, polo manageriale del kazako, portano alla scelta del T-Mobile Arena di Las Vegas come luogo dell'incontro. Il match, assai pubblicizzato e paragonato a Marvin Hagler-Hearns del 1985 per l'elevato valore tecnico, si disputa il 16 settembre dinnanzi a 20 000 spettatori, con in palio i mondiali WBA (Super), WBC, IBF, IBO, The Ring e lineare di categoria. La sfida è combattuta e intensa e vede il kazako costantemente all'attacco, mentre il messicano si affida a una boxe di rimessa con colpi singoli e potenti: al termine di dodici riprese i giudici di gara rivelano punteggi contrastanti (113-115 per Golovkin, 118-110 per Álvarez e un 114-114 pari) ma non decretano un vincitore. Con questo pareggio Golovkin raggiunge le diciannove difese del titolo, portandosi a una distanza dal primato di Bernard Hopkins.
La rivincita con Álvarez, organizzata per otto mesi dopo in concomitanza del Cinco de Mayo, è bruscamente annullata a seguito della positività all’antidoping del ventisettenne di Guadalajara, che ne porta a una sospensione temporanea dalle competizioni. Ritrovatosi senza avversario, Golovkin sceglie ugualmente di difendere le sue corone nella data prestabilita; a due settimane dall'evento viene annunciato come sfidante il californiano Vanes Martirosyan, salito dai superwelter. Sul ring dello StubHub Center di Carson Golovkin metterà a referto la sua ventesima difesa, piegando l'avversario al secondo round con una potente combinazione alla testa.
In seguito Golovkin riceve l'ordine da parte della IBF di affrontare il contendente ucraino Sergij Derev'jančenko entro il 3 agosto, ma i manager dei due pugili non riescono ad accordarsi per una sfida. Di conseguenza, il 6 giugno il kazako viene privato del titolo mondiale IBF.

#### Dal 2018: perdita e riconquista dei titoli

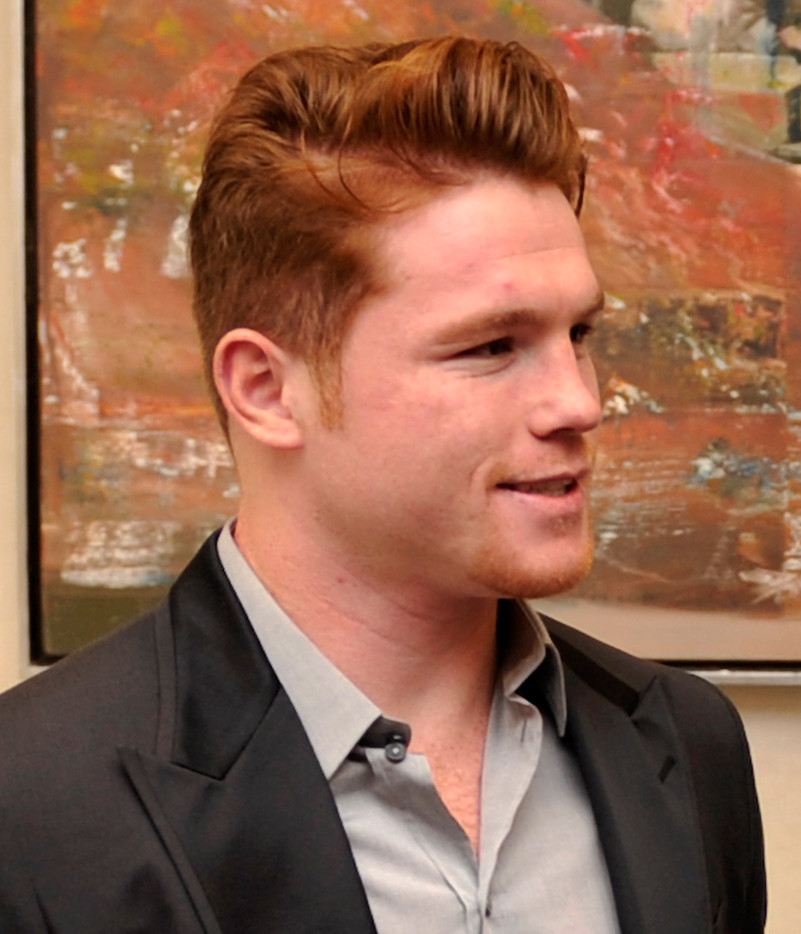
Il messicano Saúl Álvarez

Álvarez, nel frattempo, riesce ad evitare la squalifica per doping affermando di aver mangiato della carne contaminata in Messico. Non mancano le polemiche in merito alla vicenda, ma dopo lunghe trattative il messicano viene dichiarato come prescelto per il successivo match di Golovkin. La rivincita vede il kazako favorito ed è allestita il 15 settembre, nuovamente alla T-Mobile Arena, di fronte a 20 000 spettatori. In palio vi sono le corone WBA (Super), WBC e IBO di Golovkin, nonché i titoli vacanti The Ring e lineare dei medi.
I due pugili si martellano per tutte le dodici riprese dando vita ad un mondiale altamente combattuto. Il campione adopera grandi cambiamenti di ritmo subendo al contempo diversi colpi pesanti, mentre lo sfidante tiene costantemente il centro del ring. Nonostante un forcing finale nell'ultima parte di gara Golovkin perde le sue cinture per decisione maggioritaria – 115-113 per due giudici, pareggio per il terzo – e si ferma così a 20 difese del titolo dei medi.
Nel 2019, anno che si apre all'insegna del cambiamento, Golovkin è uno dei pugili più attesi. Ad aprile decide infatti di rimpiazzare l'allenatore di lunga data Abel Sanchez con l'ex peso massimo Johnathon Banks e annuncia una collaborazione esclusiva con DAZN della durata di sei incontri. Il cammino verso i titoli mondiali comincia l'8 giugno seguente con un KO alla quarta ripresa ai danni dell'imbattuto Steve Rolls, ad un catchweight di 164 libbre, dinnanzi al pubblico del Madison Square Garden. Con Álvarez privato della cintura IBF per non aver accettato la difesa contro Sergij Derev'jančenko, Golovkin si rilancia nel panorama mondiale nel mese di ottobre riconquistando i titoli IBF e IBO al termine di una dura sfida proprio con l'ucraino, terminata ai punti coi cartellini di 115-112 per due giudici, 114-113 per l'altro, risultando decisivo un atterramento nella prima ripresa.
Dopo 14 mesi di assenza dal ring, anche per via delle conseguenze della pandemia di COVID-19 nel mondo pugilistico, Golovkin torna nel dicembre 2020 difendendo le corone IBF e IBO dall'assalto del polacco Kamil Szeremeta, fermato per ritiro alla settima ripresa. Con la difesa numero 21 di un titolo mondiale dei medi, il kazako supera così Hopkins (fermo a 20) per il maggior numero di difese del campionato nella storia della categoria.

## Stile di combattimento
(Freddie Roach, 2014)
Golovkin è considerato tra i più forti pugili della sua generazione, a prescindere dalla categoria di peso. Come professionista ha sempre combattuto come peso medio e vanta un'elevatissima pencentuale di KO avendo vinto 37 dei 45 incontri prima del limite. Dotato di una mascella solida, non ha mai subito alcun atterramento nel corso della sua carriera pugilistica.
Agli inizi di carriera Golovkin era considerato un incontrista ma sotto la guida dell'allenatore Abel Sanchez il suo stile è gradualmente mutato in quello di attaccante. Benché non disposto di uno stile di combattimento particolarmente elegante, è un pugile rapido e aggressivo che tiene sempre sotto pressione l'avversario. Abile con entrambe le mani e dotato di un fisico completo, tra i suoi punti di forza figura la grande potenza dei colpi; a tutto ciò aggiunge precisione, ottima gestione del ritmo e buon tempismo. Con un'impostazione molto composta, compensa alla non eccelsa tecnica una buona sincronia nei movimenti. Meno brillante dal punto di vista difensivo, è un boxeur che attacca e allo stesso tempo accetta gli scambi a viso aperto, il che ha portato molti appassionati della disciplina a paragonare il suo stile con quello del leggendario Marvin Hagler. Utilizza con disinvoltura il jab. Tra i suoi colpi più utilizzati c'è il diretto sinistro, con il quale è in grado di penetrare la difesa del nemico ma anche di mandare un avversario KO.
Malgrado lo stile aggressivo, tra le armi di Golovkin figurano la forza mentale e lo spirito competitivo. Dispone di un caratteristico modo di sferrare i pugni: utilizzando l'ottimo equilibrio aggira la difesa del nemico e sfodera pugni lateralmente, il che gli consente di ottenere maggiore potenza proprio grazie a questo movimento laterale del braccio. Ha imparato ad affinare tale abilità sotto la tutela di Sanchez. È noto anche per la sua abilità nell'evitare i colpi, con l'utilizzo di rapidi e piccoli spostamenti per tenere il rivale sulla giusta distanza. Con un'ottima potenza di gambe, il suo equilibrio lo rende anche un ottimo contrattaccante o counter-puncher, capace di replicare efficacemente anche in movimento grazie a discreti movimenti sul busto.

## Record professionale
| No. | Risultato | Record | Avversario             | Metodo | Data              | Round   | Luogo                                    | Note |
| --- | --------- | ------ | ---------------------- | ------ | ----------------- | ------- | ---------------------------------------- | --- |
| 45  | Sconfitta | 42-2-1 | Canelo Álvarez         | UD     | 17 Settembre 2022 | 12      | Paradise, Stati Uniti d'America          | Incontro valido per i titoli WBA, WBC, IBF, WBO e The Ring dei pesi medi.                                 |
| 44  | Vittoria  | 42-1-1 | Ryōta Murata           | TKO    | 9 Aprile 2022     | 9 (12)  | Saitama, Giappone                        | Difende i titoli IBF e IBO dei pesi medi; Vince il titolo WBA dei pesi medi.                              |
| 43  | Vittoria  | 41-1-1 | Kamil Szeremeta        | RDT    | 18 Dicembre 2020  | 7 (12)  | Hollywood, Stati Uniti d'America         | Difende i titoli IBF e IBO dei pesi medi.                                                                 |
| 42  | Vittoria  | 40-1-1 | Sergiy Derevyanchenko  | UD     | 5 Ottobre 2019    | 12      | New York, Stati Uniti d'America          | Vince i titoli vacanti IBF e IBO dei pesi medi.                                                           |
| 41  | Vittoria  | 39-1-1 | Steve Rolls            | KO     | 8 Giugno 2019     | 4 (12)  | New York, Stati Uniti d'America          | |
| 40  | Sconfitta | 38-1-1 | Canelo Álvarez         | MD     | 15 Settembre 2018 | 12      | Paradise, Stati Uniti d'America          | Perde i titoli WBA, WBC e IBO dei pesi medi; Valido per il titolo vacante The Ring dei pesi medi.         |
| 39  | Vittoria  | 38-0-1 | Vanes Martirosyan      | KO     | 5 Maggio 2018     | 2 (12)  | Carson, Stati Uniti d'America            | Difende i titoli WBA, WBC e IBO dei pesi medi.                                                            |
| 38  | Pareggio  | 37-0-1 | Canelo Álvarez         | SD     | 16 Settembre 2017 | 12      | Paradise, Stati Uniti d'America          | Difende i titoli WBA, WBC, IBF e IBO dei pesi medi; Incontro valido per il titolo The Ring dei pesi medi. |
| 37  | Vittoria  | 37-0   | Daniel Jacobs          | UD     | 18 Marzo 2017     | 12      | New York, Stati Uniti d'America          | Difende i titoli WBA, WBC, IBF e IBO dei pesi medi.                                                       |
| 36  | Vittoria  | 36-0   | Kell Brook             | TKO    | 10 Settembre 2016 | 5 (12)  | Londra, Inghilterra                      | Difende i titoli WBC, IBF e IBO dei pesi medi.                                                            |
| 35  | Vittoria  | 35-0   | Dominic Wade           | KO     | 23 Aprile 2016    | 2 (12)  | Inglewood, Stati Uniti d'America         | Difende i titoli WBA, IBF e IBO e il titolo WBC ad interim dei pesi medi.                                 |
| 34  | Vittoria  | 34-0   | David Lemieux          | TKO    | 17 Ottobre 2015   | 8 (12)  | New York, Stati Uniti d'America          | Difende i titoli WBA, IBO e WBC ad interim dei pesi medi; Vince il titolo IBF dei pesi medi.              |
| 33  | Vittoria  | 33-0   | Willie Monroe Jr.      | TKO    | 16 Maggio 2015    | 6 (12)  | Inglewood, Stati Uniti d'America         | Difende i titoli WBA, IBO e WBC ad interim dei pesi medi.                                                 |
| 32  | Vittoria  | 32-0   | Martin Murray          | TKO    | 21 Febbraio 2015  | 11 (12) | Monte Carlo, Monaco                      | Difende i titoli WBA, IBO e WBC ad interim dei pesi medi.                                                 |
| 31  | Vittoria  | 31-0   | Marco Antonio Rubio    | KO     | 18 Ottobre 2014   | 2 (12)  | Carson, Stati Uniti d'America            | Difende i titoli WBA, IBO dei pesi medi; Vince il titolo WBC ad interim dei pesi medi.                    |
| 30  | Vittoria  | 30-0   | Daniel Geale           | TKO    | 26 Luglio 2014    | 3 (12)  | New York, Stati Uniti d'America          | Difende i titoli WBA, IBO dei pesi medi.                                                                  |
| 29  | Vittoria  | 29-0   | Osumanu Adama          | TKO    | 1 Febbraio 2014   | 7 (12)  | Monte Carlo, Monaco                      | Difende i titoli WBA, IBO dei pesi medi.                                                                  |
| 28  | Vittoria  | 28-0   | Curtis Stevens         | RTD    | 2 Novembre 2014   | 8 (12)  | New York, Stati Uniti d'America          | Difende i titoli WBA, IBO dei pesi medi.                                                                  |
| 27  | Vittoria  | 27-0   | Matthew Macklin        | KO     | 29 Giugno 2013    | 3 (12)  | Ledyard, Stati Uniti d'America           | Difende i titoli WBA, IBO dei pesi medi.                                                                  |
| 26  | Vittoria  | 26-0   | Nobuhiro Ishida        | KO     | 30 Marzo 2013     | 3 (12)  | Monte Carlo, Monaco                      | Difende i titoli WBA, IBO dei pesi medi.                                                                  |
| 25  | Vittoria  | 25-0   | Gabriel Rosado         | TKO    | 19 Gennaio 2013   | 7 (12)  | New York, Stati Uniti d'America          | Difende i titoli WBA, IBO dei pesi medi.                                                                  |
| 24  | Vittoria  | 24-0   | Grzegorz Proksa        | TKO    | 1 Settembre 2012  | 5 (12)  | Verona (New York), Stati Uniti d'America | Difende i titoli WBA, IBO dei pesi medi.                                                                  |
| 23  | Vittoria  | 23-0   | Makoto Fuchigami       | TKO    | 12 Maggio 2012    | 3 (12)  | Kiev, Ucraina                            | Difende i titoli WBA, IBO dei pesi medi.                                                                  |
| 22  | Vittoria  | 22-0   | Lajuan Simon           | KO     | 9 Dicembre 2011   | 1 (12)  | Düsseldorf, Germania                     | Difende il titolo WBA dei pesi medi; Vince il tiolo vacante IBO dei pesi medi.                            |
| 21  | Vittoria  | 21-0   | Kassim Ouma            | TKO    | 17 Giugno 2011    | 10 (12) | Panama, Panama                           | Difende il titolo WBA dei pesi medi.                                                                      |
| 20  | Vittoria  | 20-0   | Nilson Julio Tapia     | KO     | 16 Dicembre 2010  | 3 (12)  | Astana, Kazakistan                       | Difende il titolo WBA dei pesi medi.                                                                      |
| 19  | Vittoria  | 19-0   | Milton Núñez           | KO     | 14 Agosto 2010    | 1 (12)  | Panama, Panama                           | Vince il titolo WBA ad interim dei pesi medi.                                                             |
| 18  | Vittoria  | 18-0   | Mikhail Makarov        | KO     | 21 Novembre 2009  | 2 (10)  | Kiel, Germania                           | |
| 17  | Vittoria  | 17-0   | John Anderson Carvalho | KO     | 21 Novembre 2009  | 2 (12)  | Nürburg, Germania                        | Vince il titolo WBO intercontinentale vacante dei pesi medi.                                              |
| 16  | Vittoria  | 16-0   | Anthony Greenidge      | KO     | 25 Aprile 2009    | 5 (10)  | Krefeld, Germania                        | |
| 15  | Vittoria  | 15-0   | Javier Alberto Mamani  | TKO    | 17 Aprile 2009    | 1 (10)  | Düsseldorf, Germania                     | |
| 14  | Vittoria  | 14-0   | Malik Dziarra          | RTD    | 22 Novembre 2008  | 2 (10)  | Rostock, Germania                        | |
| 13  | Vittoria  | 13-0   | Amar Amari             | UD     | 21 Giugno 2008    | 8       | Copenaghen, Danimarca                    | |
| 12  | Vittoria  | 12-0   | Ibrahim Sid            | TKO    | 10 Maggio 2008    | 8 (8)   | Halle, Germania                          | |
| 11  | Vittoria  | 11-0   | Ian Gardner            | UD     | 5 Aprile 2008     | 8       | Düsseldorf, Germania                     | |
| 10  | Vittoria  | 10-0   | Tshepo Mashego         | KO     | 29 Aprile 2008    | 1 (8)   | Amburgo, Germania                        | |
| 9   | Vittoria  | 9-0    | Mehdi Bouadla          | UD     | 7 Settembre 2007  | 8       | Düsseldorf, Germania                     | |
| 8   | Vittoria  | 8-0    | Sergey Khomitsky       | TKO    | 25 Maggio 2007    | 5 (8)   | Colonia, Germania                        | |
| 7   | Vittoria  | 7-0    | Simon Mokoena          | RTD    | 27 Febbraio 2007  | 6 (8)   | Cuxhaven, Germania                       | |
| 6   | Vittoria  | 6-0    | Sylvain Gomis          | KO     | 2 Decembre 2006   | 4 (6)   | Berlino, Germania                        | |
| 5   | Vittoria  | 5-0    | Jorge Ariel Garcia     | KO     | 21 Ottobre 2006   | 2 (6)   | Halle, Germania                          | |
| 4   | Vittoria  | 4-0    | Martins Kukulis        | RTD    | 19 Settembre 2006 | 2 (4)   | Cuxhaven, Germania                       | |
| 3   | Vittoria  | 3-0    | Daniel Urbanski        | TKO    | 22 Agosto 2006    | 4 (4)   | Amburgo, Germania                        | |
| 2   | Vittoria  | 2-0    | Sergei Navarka         | TKO    | 29 Luglio 2006    | 3 (4)   | Oberhausen, Germania                     | |
| 1   | Vittoria  | 1-0    | Gabor Balogh           | KO     | 6 Maggio 2006     | 1 (4)   | Düsseldorf, Germania                     | |

## Sponsorizzazioni
Pugile a lungo poco mediatizzato rispetto ai suoi colleghi di altre classi di peso, Golovkin cominciò la scalata a sponsorizzazioni di rilievo nel 2015, quando apparve per una pubblicità della Apple Watch. Si trattò della sua prima sponsorizzazione a livello internazionale.
Nell'aprile 2016 Golovkin divenne il terzo pugile, dopo Roy Jones Jr. ed Andre Ward, a siglare un contratto con la Air Jordan, celebre linea di abbigliamento sportivo della Nike.

## Comitato olimpico
Dal 2024 Golovkin è il presidente del comitato olimpico kazako e presidente della commissione olimpica della World Boxing. È stato un elemento chiave nel mantenere il pugilato come disciplina olimpica ai giochi olimpici di Los Angeles 2028.

## Statistiche pay-per-view
| Data              | Incontro             | Pubblicizzato come   | Vendite   | Emittente      |
| ----------------- | -------------------- | -------------------- | --------- | -------------- |
| 17 ottobre 2015   | Golovkin vs. Lemieux | Golovkin vs. Lemieux | 150 000   | HBO            |
| 10 settembre 2016 | Golovkin vs. Brook   | Golovkin vs. Brook   | 400 000   | Sky Box Office |
| 18 marzo 2017     | Golovkin vs. Jacobs  | Middleweight Madness | 170 000   | HBO            |
| 16 settembre 2017 | Golovkin vs. Canelo  | Supremacy            | 1 300 000 | HBO            |